# تلخک (تربت جام)
تلخک روستایی در دهستان جلگه موسی‌آباد، بخش مرکزی شهرستان تربت جامِ استان خراسان رضوی ایران است.

## جمعیت
بر پایه سرشماری عمومی نفوس و مسکن در سال ۱۳۹۵ جمعیت این روستا ۱۶۱ نفر (در ۴۵خانوار) بوده‌است.

## منایع
1. ↑  «نتایج سرشماری ایران در سال ۱۳۹۵». درگاه ملی آمار. بایگانی‌شده از اصلی (اکسل) در ۲۰ شهریور ۱۴۰۲.